# ماهیار
ماهیار در شاهنامه پیری یکصد و شصت و چهار ساله بود که هنگام یافتن گنج جمشید توسط بهرام گور و بخش آن بین مردم، برخاست و بهرام را ستود.
| یکی پیر بُد، نام او ماهیار  |  | شده سال او بر صد و شصت و چار |
| چو آواز بشنید برپای خاست   |  | چنین گفت کای مهتر داد و راست |
| خبر یافتیم از فریدون جم    |  | وزان نامداران به هر بیش و کم |
| چو تو شاه نشنید کس در جهان |  | امید کهانی و فرّ مهان         |

فردوسی
همچنین در شاهنامه از شخص دیگری به نام ماهیار گوهرفروش نام برده شده که پدر آرزو همسر بهرام گور است.